# Caparica
Caparica is een plaats (freguesia) in de Portugese gemeente Almada en telt 19 327 inwoners (2001).

## Geboren
- Alberto Chaíça (17 september 1973), langeafstandsloper